# Ectropina citricula
Ectropina citricula är en fjärilsart som först beskrevs av Edward Meyrick 1912.  Ectropina citricula ingår i släktet Ectropina och familjen styltmalar. Inga underarter finns listade i Catalogue of Life.